# Internet Explorer Mobile

Internet Explorer Mobile (fosta Pocket Internet Explorer sau IE Mobile) este un browser web dezvoltat de Microsoft, bazat pe versiuni ale motorului de randare Trident. IE Mobile vine încărcat implicit pe Windows Phone și Windows CE.

## Versiuni

### Pocket Internet Explorer

#### Pocket Internet Explorer 1
Pocket Internet Explorer a fost introdus pentru prima dată în Windows CE 1.0 în noiembrie 1996. Ea nu deriva din Codul de Internet Explorer.

#### Pocket Internet Explorer 2
Pocket Internet Explorer 2 a fost lansat în septembrie 1997 cu Windows CE 2.0 cu multe caracteristici noi, cum ar fi: navigare offline, redimensionarea imaginilor pentru a se potrivi pe ecran și suport mai bogat HTML, care a inclus cadre și tabele.

#### Pocket Internet Explorer 3
Pocket Internet Explorer 3 a fost introdus în iulie 1998 cu Windows CE 2.10 care a adăugat suport pentru protocoale securizate și Jscript.

#### Pocket Internet Explorer 4
Pocket Internet Explorer 4 a fost primul care a sprijinit ActiveX, CSS, VBScript și care a oferit suport extins pentru HTTPS și funcții avansate HTML. Pocket Internet Explorer face pare din Pocket PC 2002 a introdus suport limitat pentru DHTML, XML, permite pentru a căuta site-uri WAP-o funcție care nu a fost prezent în Internet Explorer pentru pc.

### Internet Explorer Mobile

#### Internet Explorer Mobile 6
a fost lansat la Conferința anuală Microsoft Worldwide Partner pe data de 8 iulie 2008. Caracteristica superioară în această nouă versiune este suportul pentru streaming video încorporat, inclusiv Adobe Flash.
Include caracteristici noi precum suport Îmbunătățit Javascript și AJAX, suport pentru Adobe Flash Lite 3.1, cursor Îmbunătățit pentru navigare, comutare ușoară între șiruri de caractere care specifică UA pentru versiunile mobile și desktop, suport gest și pix, mai multe nivele de zoom.

#### Internet Explorer Mobile 7
Pe 15 februarie 2010 Microsoft a lansat următoarea sa generație de sistem de operare mobil numit Windows Phone. Cu acesta, a venit o nouă versiune a browser-ului Internet Explorer Mobile. Motorul de randare este la jumătate dintre versiunile de desktop IE7 și IE8.

#### Internet Explorer Mobile 9
La Mobile World Congress 2011 în februarie 2011 Microsoft a prezentat un upgrade major pentru Internet Explorer Mobile bazat pe motorul de randare al Internet Explorer 9.